# Anatoli (Ioannina)
Anatoli (griechisch Ανατολή (f. sg.)) ist ein südlicher Vorort und Gemeindebezirk der epirotischen Hauptstadt Ioannina. Anatoli liegt am Südufer des Pamvotida-Sees, rund sieben Kilometer vom Zentrum Ioanninas entfernt. Die Nachbarstadtteile sind Bizani westlich und Pamvotida östlich. Die Bevölkerung hat sich seit 1991 mit einem Anstieg von 5.578 auf 11.555 Einwohner mehr als verdoppelt. Dabei ist der Anteil von Nachfahren von Flüchtlingen aus Kleinasien bzw. Pontos-Griechen sowie Zuzüglern aus den ländlichen Gebieten der Präfektur, namentlich aus dem Gebiet von Tzoumerka, relativ hoch. Sie pflegen das kulturelle Erbe der kleinasiatischen Griechen in Vereinen; die Einrichtung des Archivs der kleinasiatisch-pontischen Kultur gehört zu diesen Bemühungen.
Anatoli wurde 1931 aus Ioannina ausgegliedert, zunächst als Landgemeinde (kinotita), ab 1997 nach Eingemeindung zweier Nachbarsiedlungen als Stadtgemeinde (dimos). Mit der Verwaltungsreform 2010 fiel  Anatoli an Ioannina zurück.
Mitten durch das Gebiet der Gemeinde verläuft die griechische Autobahn 2, die die Gemeinde an das griechische Autobahnnetz anschließt, aber auch in zwei Teile teilt.

## Gliederung
| Stadtbezirk Ortsgemeinschaft | griechischer Name              | Code     | Fläche (km²) | Einwohner 2001 | Einwohner 2011 | Dörfer und Siedlungen |
| ---------------------------- | ------------------------------ | -------- | ------------ | -------------- | -------------- | --------------------- |
| Anatoli                      | Δημοτική Κοινότητα Ανατολής    | 18010201 | 7,215        | 5815           | 9798           | Anatoli               |
| Bafra                        | Τοπική Κοινότητα Μπάφρας       | 18010202 | 3,872        | 0671           | 0838           | Bafra                 |
| Neokesaria                   | Τοπική Κοινότητα Νεοκαισαρείας | 18010203 | 4,274        | 0712           | 0919           | Neokesaria            |
| Gesamt                       | Gesamt                         | 180102   | 15,361       | 7198           | 11.555         |                       |

## Sehenswürdigkeit
Die Kirche Agios Ioannis-Bonilas wurde 1453 als Basilika erbaut, später um Anbauten erweitert.